# Емідіу Рафаел
Емідіу Рафаел (порт. Emídio Rafael Augusto Silva, нар. 24 січня 1986, Лісабон) — португальський футболіст, захисник клубу «Ешторіл Прая».
Дворазовий чемпіон Португалії. Володар Кубка Португалії. Переможець Ліги Європи.

## Ігрова кар'єра
Вихованець футбольної школи «Спортінга», проте за основну команду не провів жодного матчу в чемпіонаті, виступаючи на правах оренди за нижчолігові клуби  «Каза Піа» та «Реал Спорт Клаб».
Своєю грою за ці команди привернув увагу представників тренерського штабу клубу «Портімоненсі», до складу якого приєднався 2007 року. Відіграв за клуб Портімау наступні два сезони своєї ігрової кар'єри. Більшість часу, проведеного у складі «Портімоненсі», був основним гравцем захисту команди.
Влітку 2009 року уклав контракт з «Академікою», у складі якої провів наступний сезон своєї кар'єри гравця. Граючи у складі «Академіки» (Коїмбра) також здебільшого виходив на поле в основному складі команди.
До складу клубу «Порту» приєднався влітку 2010 року, проте часті травми та висока конкуренція не дозволили футболіста потрапити до основного складу. Протягом трьох років відіграв за клуб з Порту лише 5 матчів в національному чемпіонаті.
2013 року перейшов до «Браги», де знов таки грав насамперед за другу команду клубу. Пізніше того ж року перебрався до Греції, де грав за «Платаніас». 
2014 року повернувся на батьківщину, уклавши контракт з клубом «Ешторіл Прая».

## Титули і досягнення
- Чемпіон Португалії (2):

«Порту»: 2010-11, 2011-12
- Володар Кубка Португалії (1):

«Порту»: 2010-11
- Володар Суперкубка Португалії (1):

«Порту»: 2010, 2011, 2012
- Переможець Ліги Європи (1):

«Порту»: 2010-11